# Juan Atkins
Juan Atkins född 9 december 1962, är en amerikansk musiker inom techno, ibland under namn som Infiniti och Model 500. Som medlem av The Belleville Three, de växte alla upp i Bellville, Michigan utanför Detroit, tillsammans med Derrick May och Kevin Saunderson, ses han som en av technons grundare. Atkins far jobbade inom musikbranschen och han lärde sig vid tidig ålder att spela bassgitar och trummor. Han lyssnade på Charles "The Electrifying Mojo" Johnson på den lokala radiostationen. I slutet av 1970-talet hörde Atkins synthesizer för första gången och berskrev det som om han hört ett UFO. I och med detta slutade han spela bass och övergick till synth. Atkins första synth var en Korg MS10. Han lärde May att mixa och de två startade dj:a under namnet Deep Space. Under tidigt 80-tal började Johnson spela deras musik. Under namnet Deep Space Soundworks spelade Atkins, May och Derrick. Albumet Enter och speciellt låten Clear kom att bli det första man sedan kom att kalla techno. Atkins strävade efter att skapa musik likt Afrika Bambaataas Planet Rock och uppmannade även May och Saunderson att göra så. 1985 lämnade Atkins trion.

## Diskografi(i urval)
- No UFO's (Metroplex, 1985)
- Night Drive (Metroplex, 1985)
- Sound Of Stereo (Metroplex, 1987)
- Interference Mix 1 (Metroplex, 1988)
- The Chase (12") (Transmat / Kool Kat Music, 1989)
- Ocean To Ocean (Transmat, 1990)
- Classics (R&S Records, 1993,)
- Sonic Sunset (R&S Records, 1994)
- Deep Space (R&S Records, 1995, Album)
- The Flow (R&S Records, 1995)
- Starlight (Metroplex, 1995, med remix av Moritz von Oswald)
- Mind and Body (R&S Records, 1999, Album)
- Technicolor (Metroplex, 1986)
- It's Channel One (Thunder Records, 1987)
- I'm Your Audio Tech (Express Records, 1987)
- Urban Alternative 2 (Mboz, 1997)
- The Bedroom Scene (Express Records, 1987)
- The Infiniti Collection (Tresor, 1996)
- Never Tempt Me (Tresor, 1998)
- Skynet (Tresor, 1998)
- Update (Metroplex, 2002)
- Wax Trax! Mastermix Volume 1 (Wax Trax!, 2005)
- The Berlin Sessions (Tresor, 2005)
- 20 Years Metroplex: 1985 - 2005 (Tresor, 2005)